# Eugenio Courret

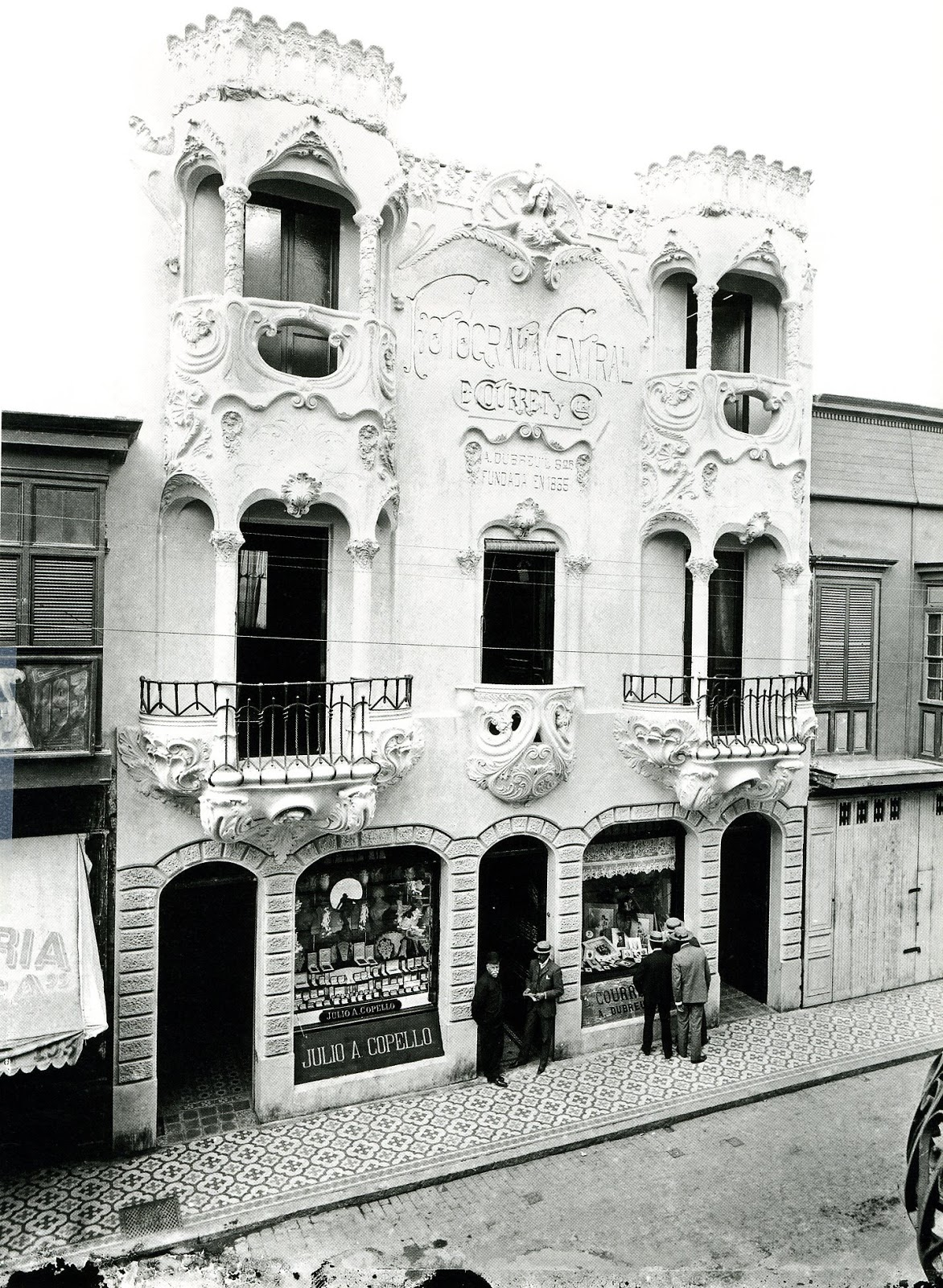
Studio s názvem Fotografia Central, které od roku 1863 provozoval Francouz Eugène Courret, využívaly nevěsty, obchodníci a peruánští váleční hrdinové, jako byli Grau a Bolognesi. Foto 1905.

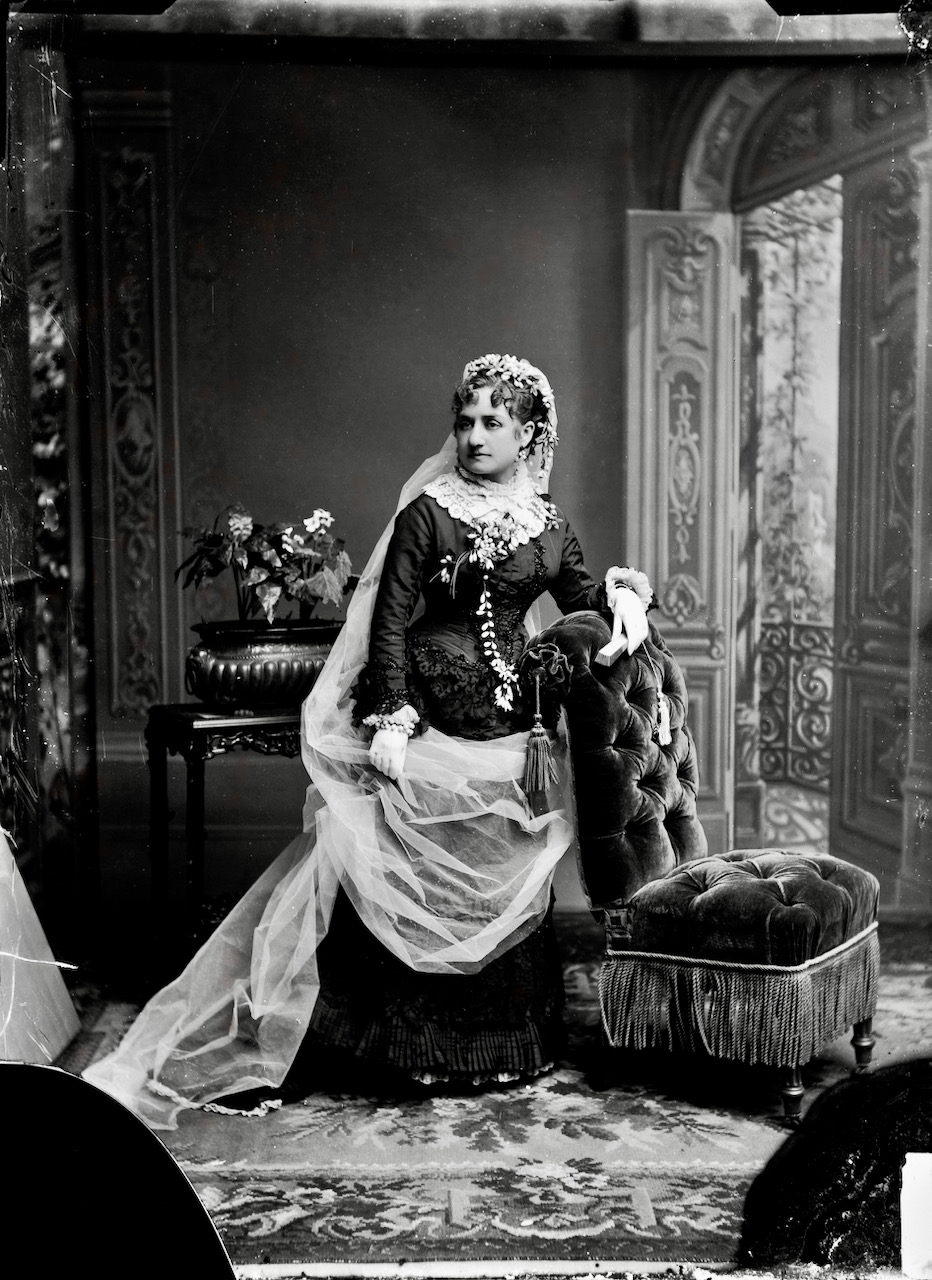
Novia (Nevěsta), asi 1890. Portrét ženy zřejmě ve svatebních šatech nebo stylizované jako nevěsta. Studio Courret bylo známé tím, že portrétovalo elity v elegantních interiérech a s luxusní výpravou, často i kolorovaně. Portrét zachycuje ženský ideál doby – důstojnost, elegance, bohatství i kulturní status. Prostředí, ve kterém je žena vyfocena, zdůrazňuje její společenské postavení.

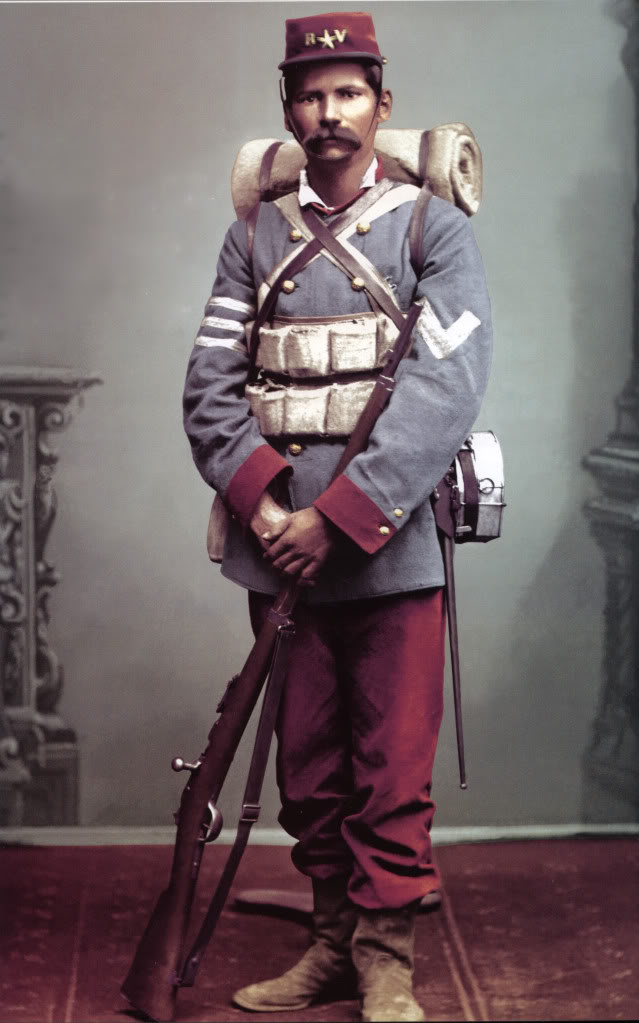
Chilská armáda používala jako prostředek taktické identifikace jednotek v boji pásky a čísla umístěná na rukávech běžných bund. Voják F. Fernández z mobilizovaného občanského pluku "Valparaíso 1".

Michel Eugène Courret (22. září 1839 Angoulême – 23. června 1920 Francie) byl francouzský fotograf žijící ve městě Lima (Peru).

## Životopis
Do peruánského hlavního města přijel v roce 1860, aby pracoval jako fotograf ve fotografickém ateliéru Eugèna Maunouryho. V roce 1863 založil se svým bratrem Aquilesem ateliér „Fotografía Central“. V roce 1887 ateliér přenechal Adolphe Dubreuilovi a poté se v roce 1892 vrátil do Francie, kde pokračoval ve své fotografické práci. Ateliér Courret nakonec v roce 1935 zkrachoval; archiv tehdy obsahoval více než 157000 negativů. Z tohoto důvodu mnoho jeho pracovníků dostávalo jako součást své odměny skleněné negativy. Mezi těmi, kteří takovou odměnu obdrželi, byla i rodina Rengifo, která uchovává archiv s přibližně více než 55 000 skleněných a acetátových desek. V roce 1986 rodina nabídla archiv Národní knihovně Peru k úschově a v roce 2023 byly fotografie digitalizovány pro bezplatné stažení.

## Chronologie života Eugenia Courreta
- 1830: Aquiles Courret, Eugeniův bratr, se narodil v Angalne (Francie). Jeho rodiči byli Francisco Courret (podle některých zdrojů bojoval v bitvě u Waterlló po boku Napoleona) a Calixta Chalet. Jeho otec Francisco přijel do Limy přibližně v té době, aby se věnoval podnikání, a v prostorách na adrese Mercaderes 197 si založil holičství, které se o několik let později změnilo na Fotografía Central
- 1838: Francisco Courret, jeho žena a syn Aquiles dorazili do přístavu Callao. Opustili svůj domov v Angalne v údolí Charente ve Francii.
- Dne 22. září 1839 se narodil Michel Eugene Courret v Angouleme (departement Charente), Francie.
- 1842: D. W. Helsby založil ve Valparaíso (Chile) podnik Courret H°s. 8. května tohoto roku přijel do Callaa Maximiliano Danti, zavádějící daguerrotypii v Peru. Vystavoval ve výloze obchodu francouzské krejčovny Emilie Dubreuil na ulici Mercaderes své scenérie a portréty.
- 1851: Aquiles, Eugeniův bratr, přijel do Limy, aby se věnoval podnikání.
- 1854: Aquiles založil s Juliem Perretem firmu „Courret y Ca“, ale opustil ji, aby se o několik let později připojil ke svému bratrovi a založil firmu Fotografía Central.
- 1861: Michel Eugenio přijíždí do Peru jako člen fotografické společnosti Eugena Maunouryho, zástupce fotografického studia Nadar ve Francii; pracoval jako fotograf.
- 1863: Eugène a Aquiles Courretovi založili a otevřeli svůj vlastní nezávislý fotografický ateliér s názvem „Fotografía Central“, který byl tehdejším tiskem přirovnáván k „Tisíci a jedné noci“. Ateliér sídlil v budově, která dříve patřila jejich otci Françoisovi, francouzskému kadeřníkovi a obchodníkovi usazenému v Limě kolem 30. let 19. století. Díky výborným kontaktům s vysoce postavenými politiky i francouzskými institucemi měli Courretovi přístup k významným osobnostem i místům. To vedlo k silné rivalitě s dalšími domácími i zahraničními fotografy. Courretovi byli nejen odborníky na fotografii, ale i schopnými podnikateli, a jejich studio se těšilo velkému úspěchu v limské společnosti. Téhož roku však nastala „fotografická krize“ – kvůli silné konkurenci a klesajícím cenám (zejména kvůli popularitě vizitek – carte de visite) hrozil ateliérům bankrot. V reakci na to uzavřely čtyři hlavní fotografické ateliéry – Courret hermanos, Maunoury, Emilio Garreaud a Richardson – dohodu o jednotných cenách za fotografie. Tato dohoda byla zveřejněna ve „Guía de Domicilios de Lima“ od Manuela Atanasia Fuentese téhož roku.
- 1864: Eugene se vrací ze své cesty do Polynésie (zahájeno v roce 1863) a oznámil sérii fotografických pohledů z tohoto regionu.
- 1865: Dne 1. května firma Courret hermanos kromě vlastního studia získává a spravuje další tři prostory bývalého studia Maunoury – v ulicích Mercaderes, Plateros, salón na ulici Palacio 71 a čtvrtý ateliér na adrese Constitución 36 v přístavu Callao. V témže roce nastoupil do studia E. Carpeleta jako fotografický kolorista; tato koloristická praxe se udržela až do počátku 19. století.
- 1865–1868: Studio používalo logo slavného pařížského ateliéru Nadar, jehož byli Courretovi oficiálními zástupci v Peru.
- 1866: Pobočka studia v Callao byla poškozena během bitvy 2. května, kdy peruánské síly odrazily útok španělského loďstva.
- 1868: Firma Courret mění francouzský státní znak za peruánský, protože ztratila privilegium být zástupcem pařížského ateliéru Nadar. Eugène a Aquiles Courretovi spolu s Carlosem Luisem Rowsellem zakládají společnost ve Valparaísu (Chile) za účelem pořizování fotografických portrétů v tomto městě na dobu tří let.
- 1869: Studio získalo zlatou medaili na průmyslové výstavě v Limě za malířskou kompozici bojů z 2. května. Pro její vytvoření Courret oslovil francouzského umělce A. Carpeleta, který použil jako předlohu fotografii pořízenou během samotného střetu. Zlatá medaile získaná na výstavě se objevuje jako součást loga. Eugene odcestoval do Evropy, aby přivezl nové fotografické přístroje a materiály.
- 1872: Ateliér znovu získává zlatou a stříbrnou medaili na Průmyslové výstavě v Limě. Získává výhradní práva na fotografování událostí a infrastruktury výstavy. Dne 31. ledna téhož roku zahajuje Eugène Courret formality na limském arcibiskupství kvůli sňatku s Emilií Baserre, jednadvacetiletou Pařížankou, dcerou Emilia Baserreho a Luisy Cortade. Svatba se konala v kapli Sagrario Limské metropolitní katedrály.
- 1873: Před svou smrtí svěřil Aquiles vedení ateliéru Eugeniovi, který se do té doby věnoval převážně samotné fotografické práci. Ateliér změnil název na „E. Courret“ a Eugène Courret se stal jediným zástupcem firmy. V té době nabízel ateliér všechny typy a formáty fotografií a širokou škálu služeb.
- 1875: Eugène Courret a Richardson byli najati podnikatelem Henrym Meiggsem k provedení obrazové dokumentace staveb centrální železnice..
- 1877: Podle některých zdrojů se Aquiles vrátil do Francie, kde o několik let později zemřel.
- 1878: Aquiles se zúčastnil Světové výstavy v Paříži kde vystavoval čtyři olejomalby s motivy lidových typů z Peru.
- 1887: Firemní název studia se změnil na Courret y Cia., což může naznačovat partnerství s dalšími fotografy. Pravděpodobně došlo k převodu studia na Adolpha Dubreuila, jednoho z nejlepších operátorů ateliéru.
- 1887-1898: Firma nadále fungovala jako „E. Courret y Cía.“, přičemž se omezila pouze na jeden provoz.
- 1892: Eugenio se kvůli zdravotním problémům definitivně vrací do Francie.
- 1893-1898: Courret zůstává aktivní v Paříži, kde fotografuje peruánské imigranty ve Francii.
- 1895: Do ateliéru nastoupil Luis S. Ugarte.
- 1900: „E. Courret y Cía.“ za vystavené práce na Světové výstavě v Paříži získal zlatou medaili.
- Dne 22.května 1905 byla odhalena nová secesní fasáda ateliéru Courret.
- 1905-1908: Adolphe Dubreuil spolupracoval s peruánským impresionistickým malířem Teófilem Castillem na vedení ateliéru.
- 1906: V ateliéru se konala první vernisáž v Limě, vystavovaly se díla malířského ateliéru Teófila Castilla.
- Dne 23. června 1920 Michel Eugenio Courret umírá ve Franci.
- 1914: Adolphe Dubreuil je uváděn jako majitel studia Courret.
- 1929 V knize Lima: la ciudad de los Virreyes (Lima: Město místokrále) se uvádí název „Fotografías Dubreuil“, adresa Mercaderes 463, založeno v roce 1864. Ředitelem je René Dubreuil, který uvádí: „Díky dobrému vedení podniku se podařilo vytvořit cenný archiv negativů sahající od roku 1864 až do současnosti. Všechny zakázky jsou pečlivě katalogizovány. Počet negativů dosahuje 157 800.
- 1935: Definitivní bankrot studia „E. Courret y Cía.“ byl způsoben několika faktory: pádem vlády prezidenta Leguíi, světovou hospodářskou krizí, zánikem ilustrovaných časopisů Mundial a Variedades (které patřily mezi hlavní klienty studia), a nakonec také uvedením instantních fotoaparátů firmy Kodak na trh, což vedlo k masivnímu nárůstu amatérských fotografů.
- 1986: Národní knihovna Peru získává více než 55 000 skleněných a acetátových negativů, které pocházely z tohoto významného fotografického archivu.
- 1994: Byla uspořádána velká výstava „Paměť jednoho města: fotografické studio Courret Hnos. (1863–1935)“, věnovaná historii a odkazu slavného ateliéru v Limě.
- Od prosince 1999 je archiv Courret dostupný online díky dohodě mezi Národní knihovnou Peru a společností Telefónica.
- 2008: Archiv Courret byl přestěhován z historické budovy BNP na Avenidě Abancay do nové centrály v okrese San Borja. 2009: ICPNA uspořádalo další velkou výstavu s názvem "La destrucción del olvido: Estudio Courret Hermanos, 1863-1935" („Zničení zapomnění: Studio Courret Hermanos")

## Galerie

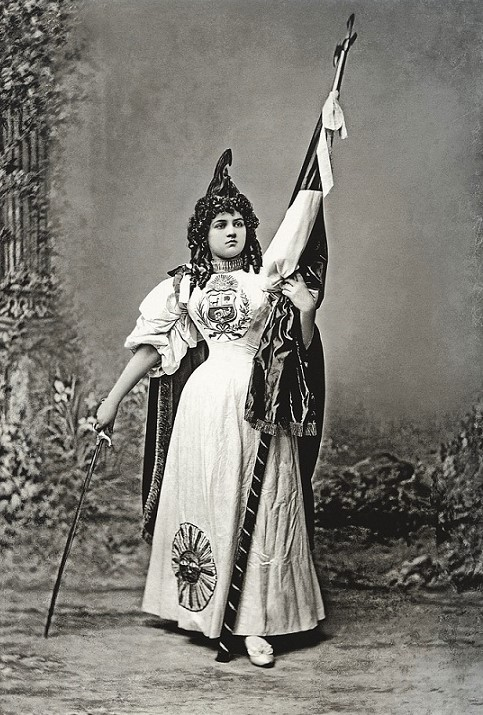
Portrét z roku 1915, který představuje personifikaci ženské postavy symbolizující Peru. „Patria“ znamená „vlast“ a na fotografii je vyjádřena ženská symbolika národní identity a hrdosti.
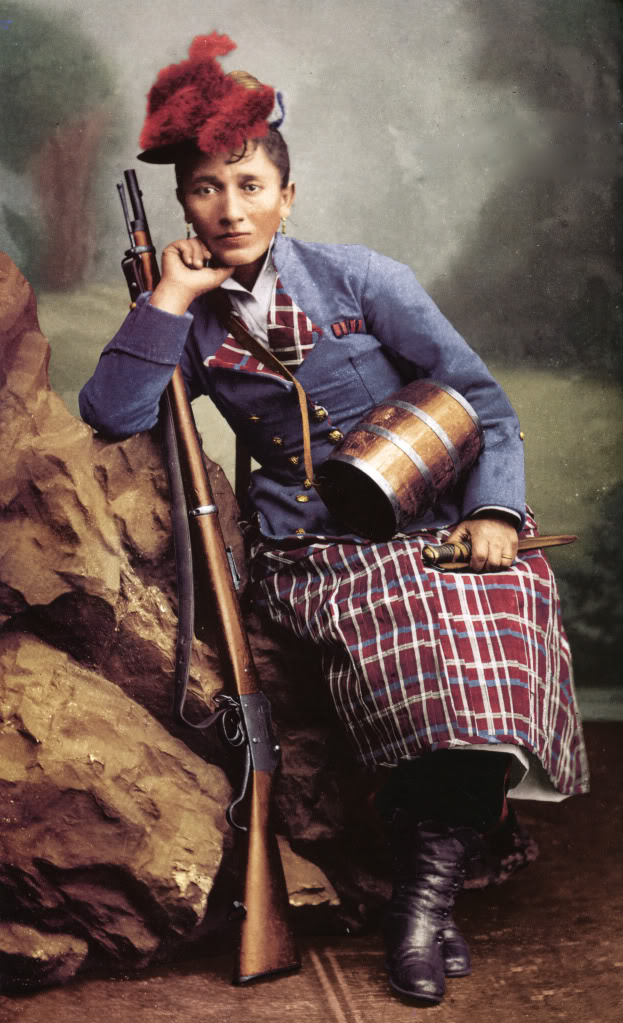
Během Pacifické války podporovaly chilské ženy zemi šitím uniforem a košil pro vojáky. Některé působily jako kantýnské pracovnice nebo sestry ošetřovatelky u vojáků v poli. Během okupace Antofagasty se Irene vydávala za muže, ale byla odhalena; stejně tak byla naverbována jako voják třetího pluku a ve všech bojích dávala ze sebe vše, přičemž se po skončení bojů věnovala práci kantýnské pracovnice. Manuel Baquedano jí za její hrdinské činy udělil hodnost seržanta. Foto z roku 1881.
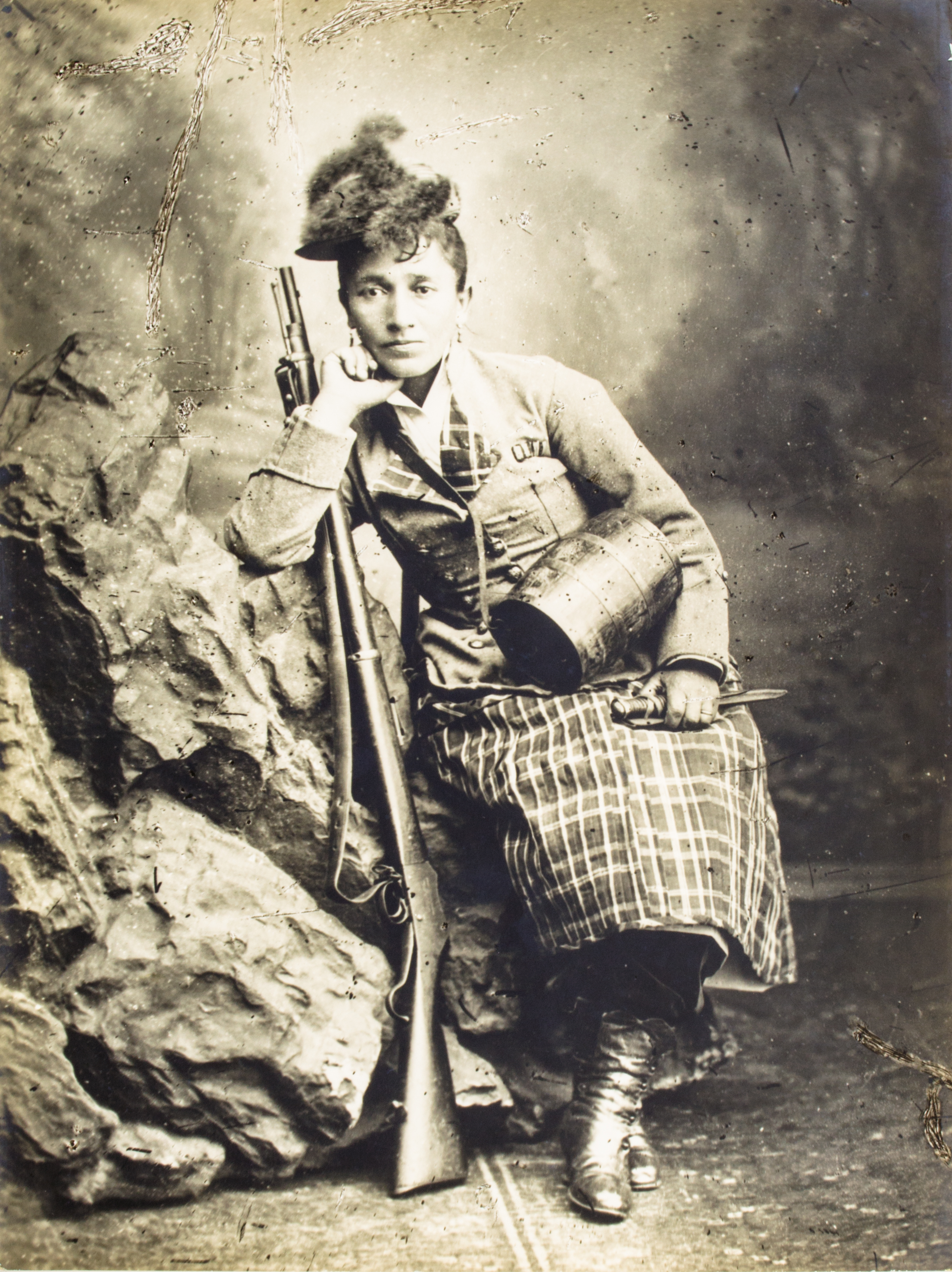
Irene Morales, černobílá verze před kolorováním
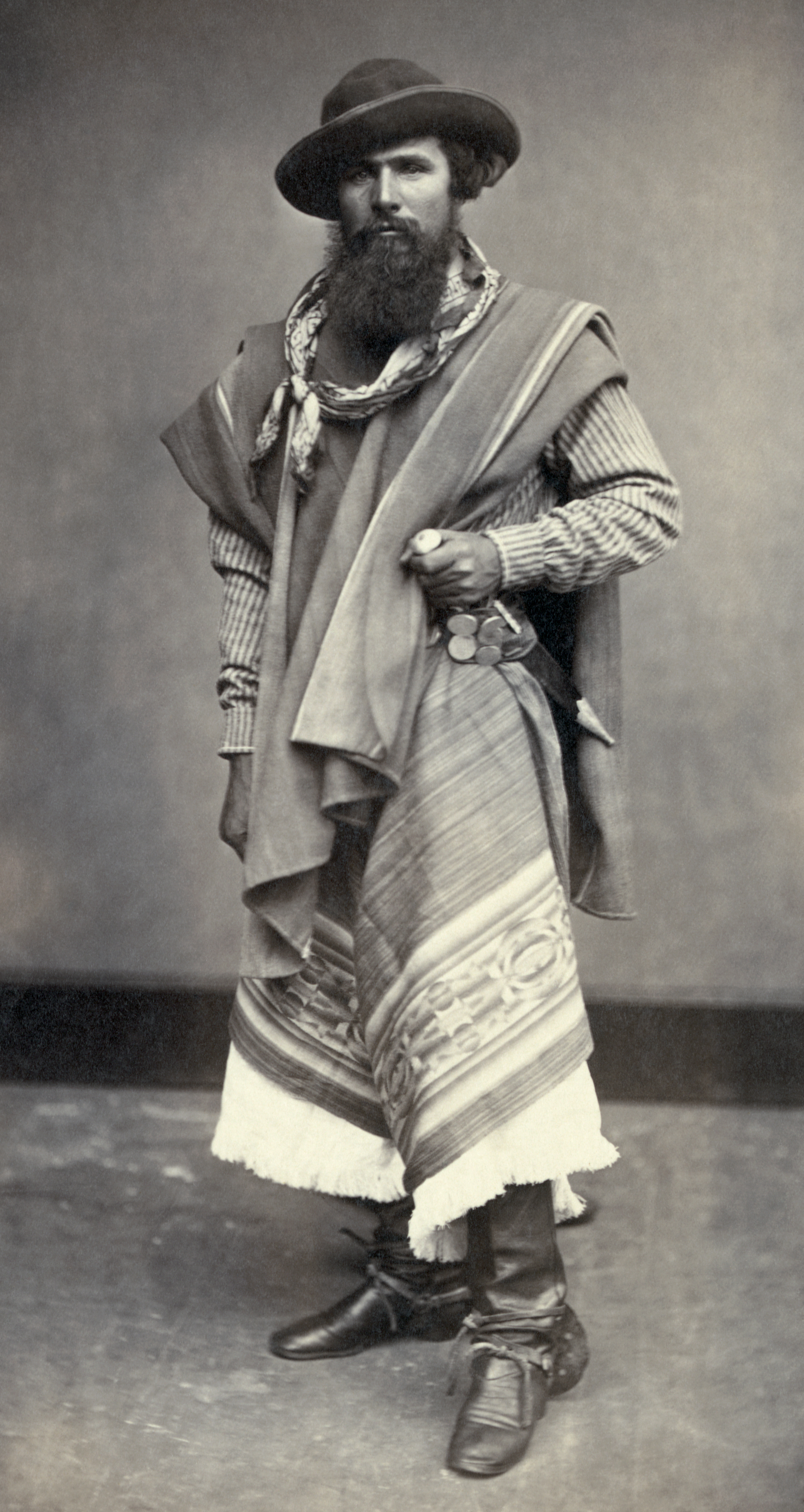
Gaučo Argentinské republiky, pampští pasáci dobytka, albuminový tisk, 1868
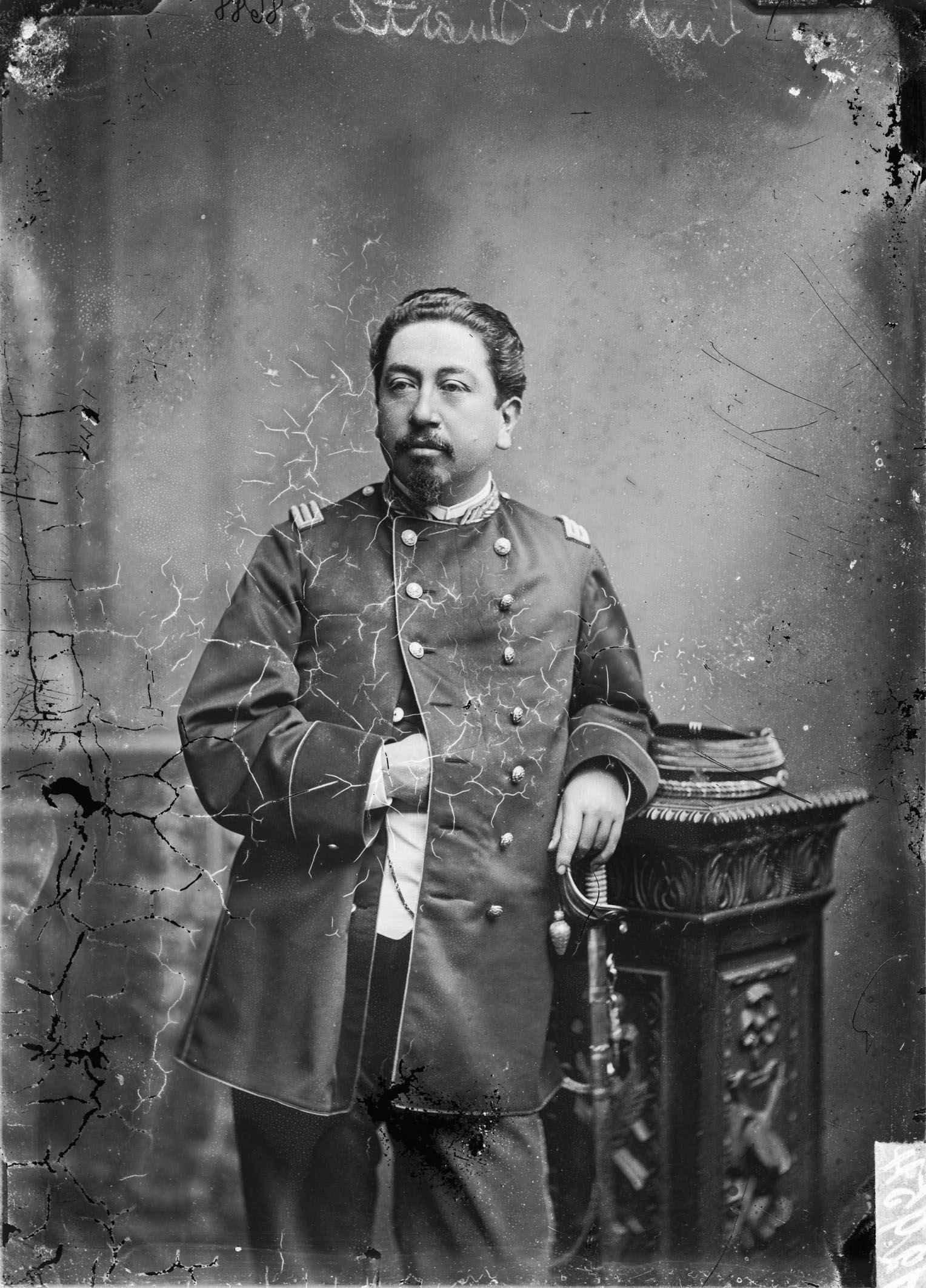
Peruánský statkář a plukovník z války o Pacifik Luis Milón Duarte Ramos.
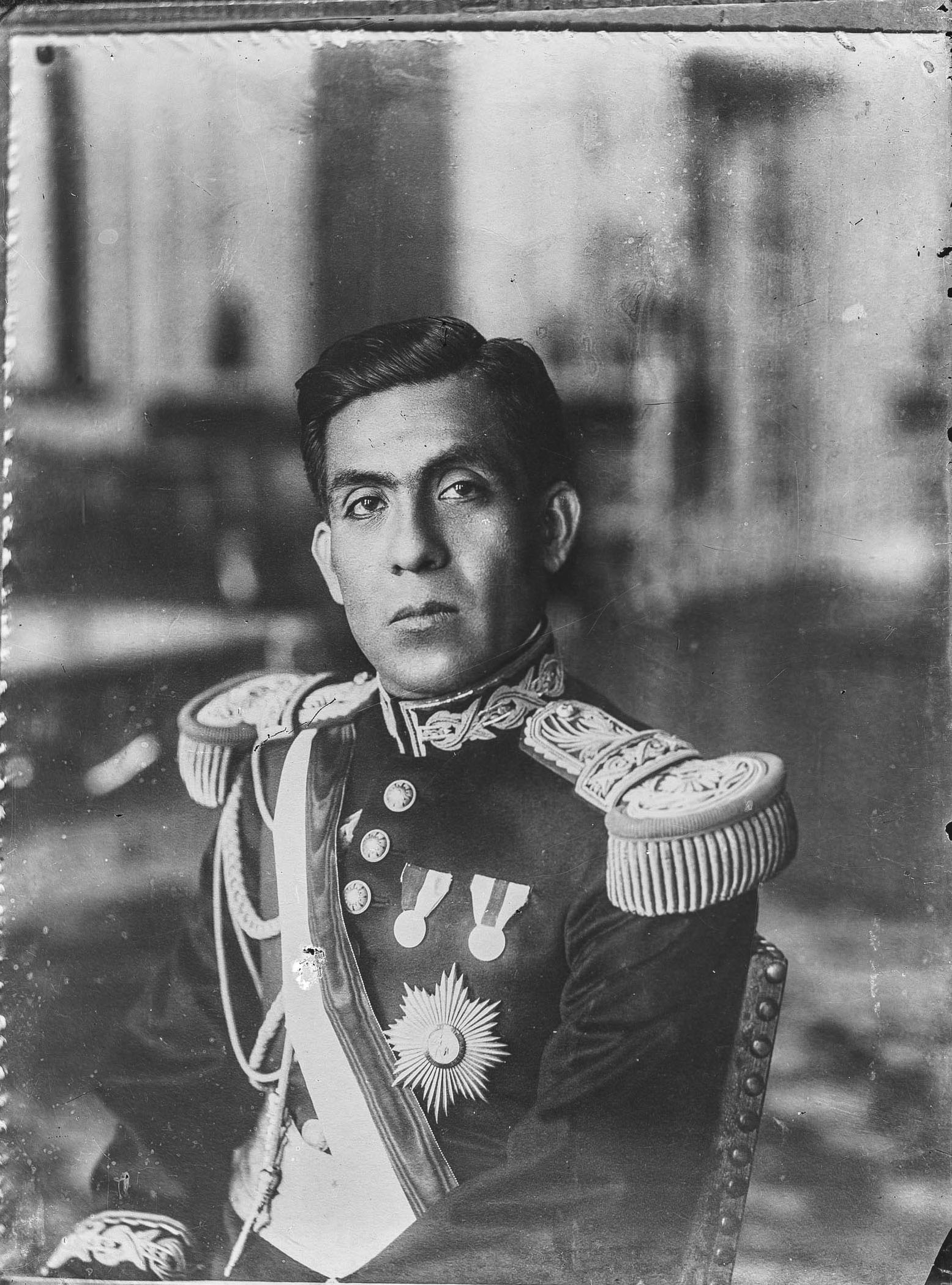
Portrét Luise Miguela Sáncheze Cerra (1889–1933), vojáka, politika a prezidenta Peru ve vojenské uniformě
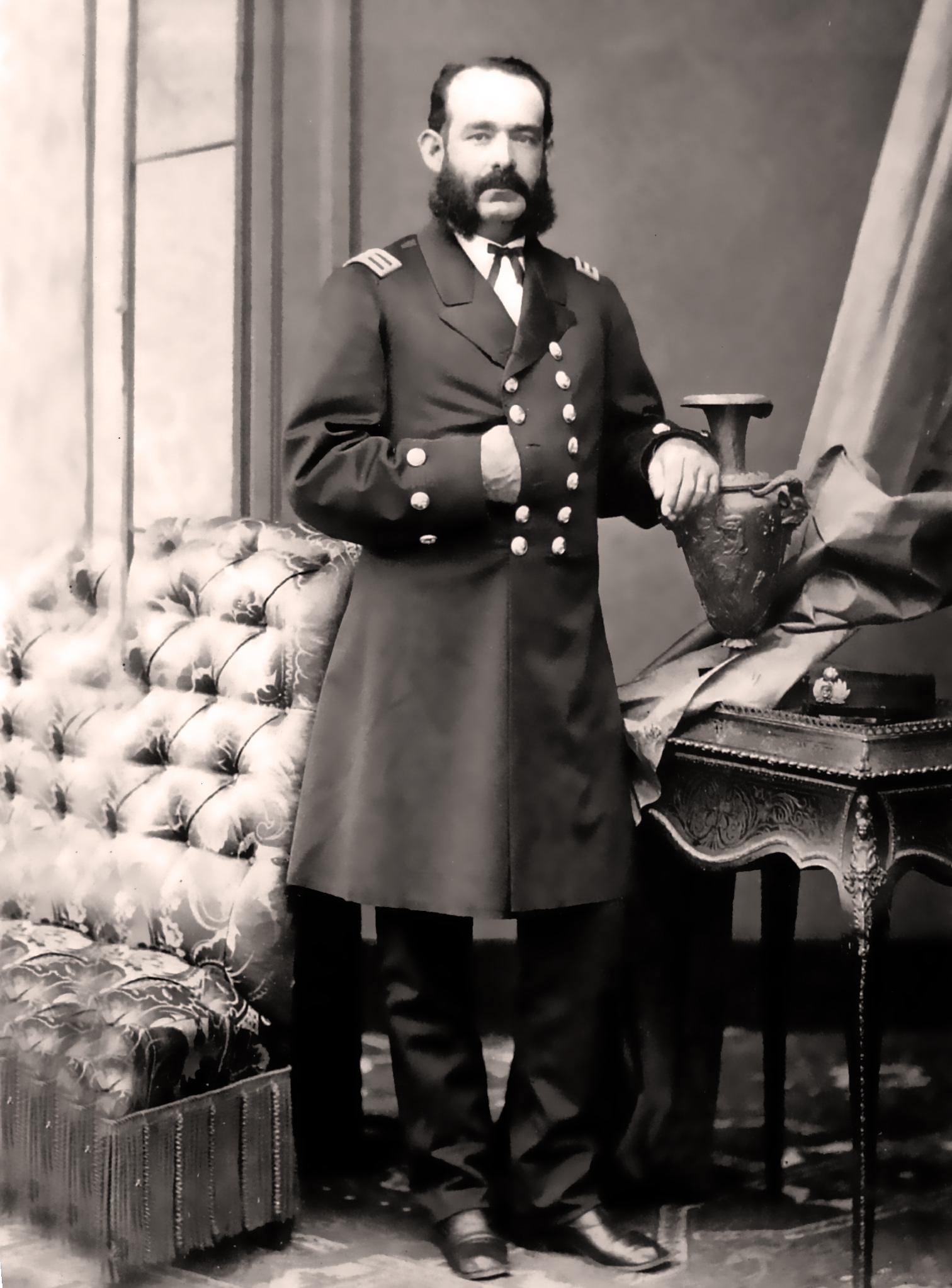
Kapitán Miguel Grau, proslulý důstojník peruánského námořnictva. Národní hrdina Peru, známý zejména za své hrdinství během války v Tichomoří (1879–1884), kde velel válečné lodi Huáscar a padl v bitvě u Angamos. Foto 1874.
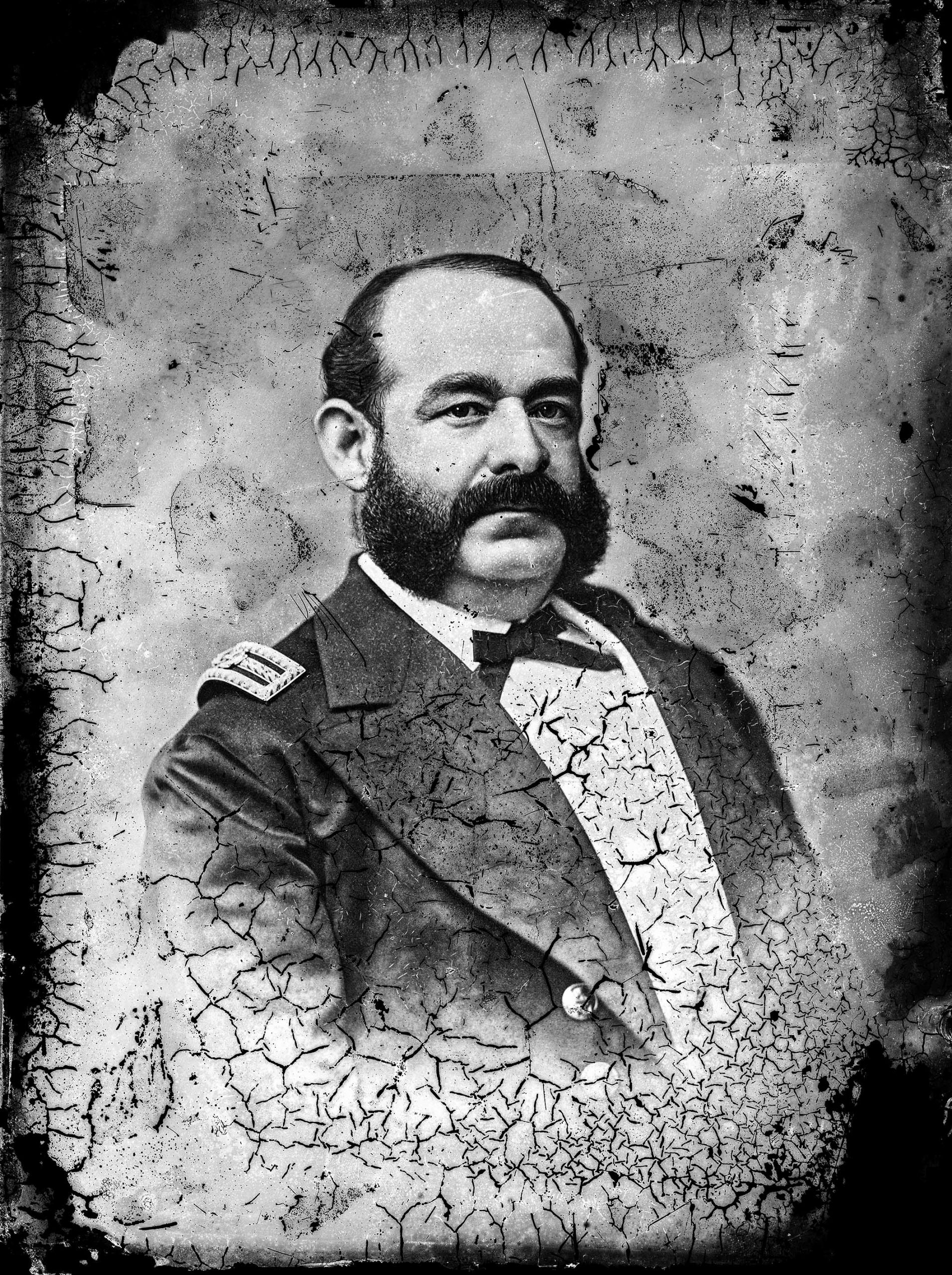
Miguel Grau, asi 1878. Je považován za „Caballero de los Mares“ („Rytíř moří“) díky své odvaze a lidskému přístupu i k nepříteli.
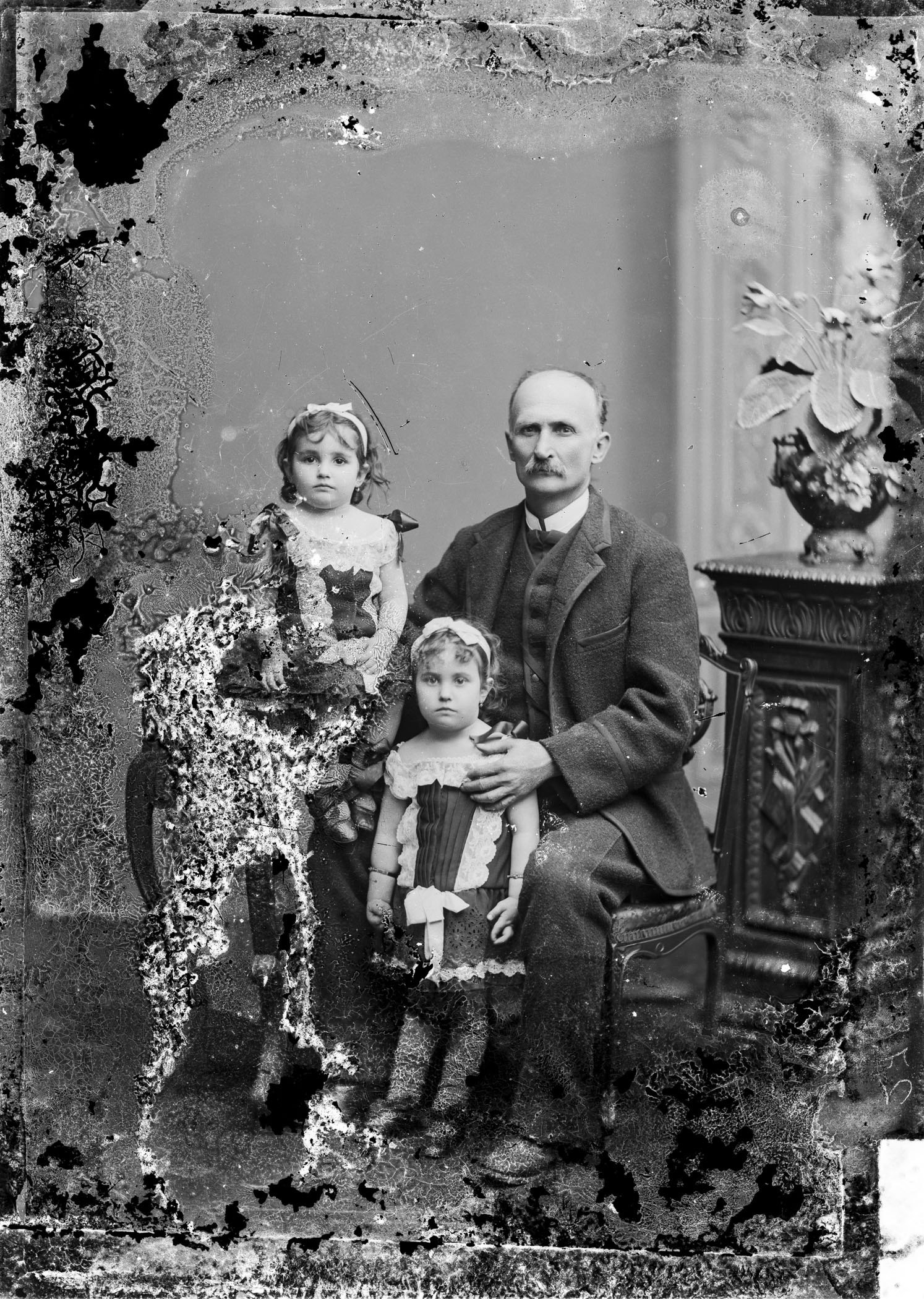
Slavnostní novoroční portrét senátora Pedra Portilla a členů jeho rodiny z 31. prosince 1896. Vyšší vrstvy společnosti chtěly vizuálně uchovat památku na rodinu, status a dobové oděvy.
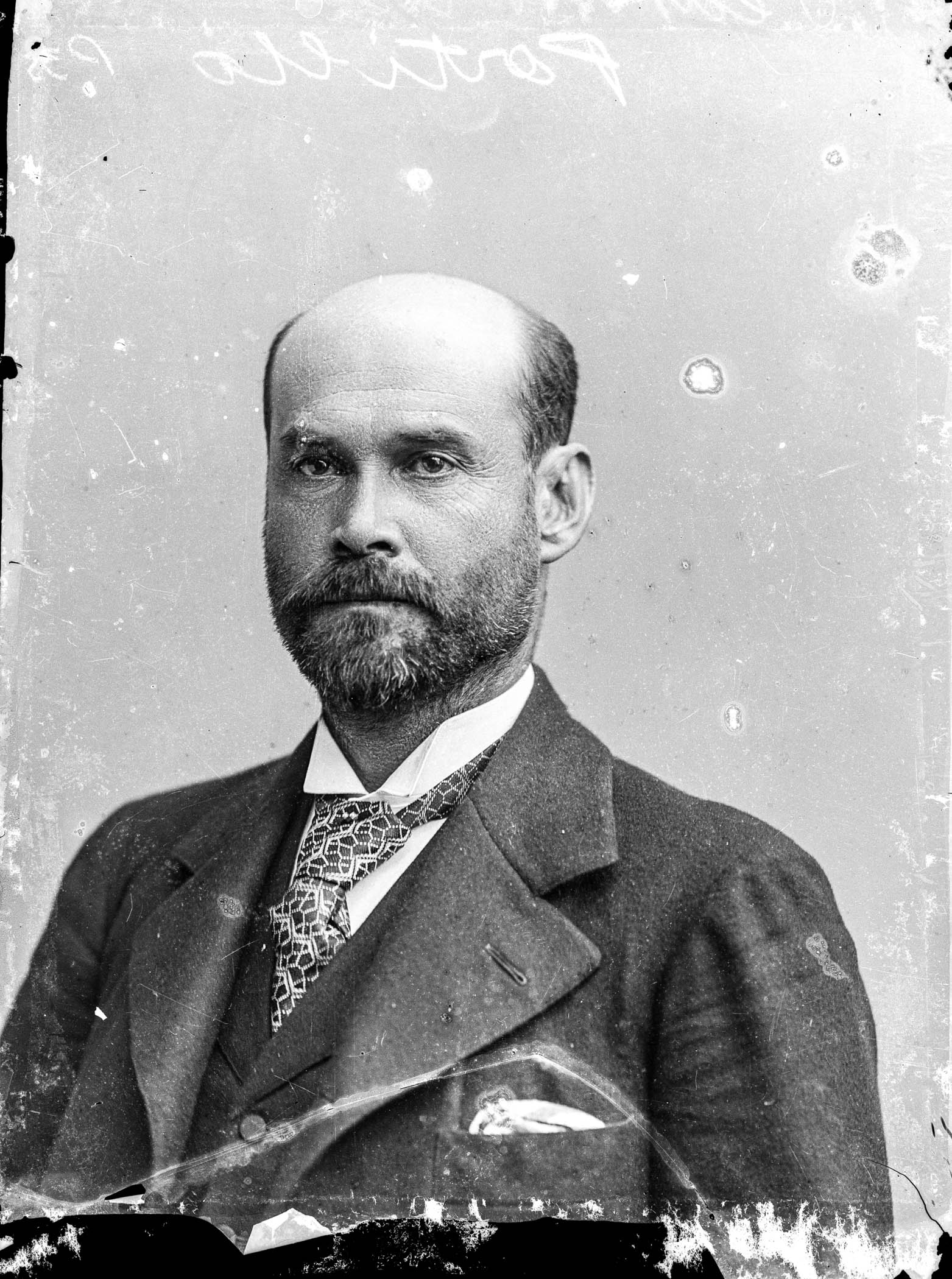
Pedro Portillo se podílel na objevování a mapování peruánské Amazonie, kde je autorem jednoho z nejpodrobnějších mapových děl své doby.
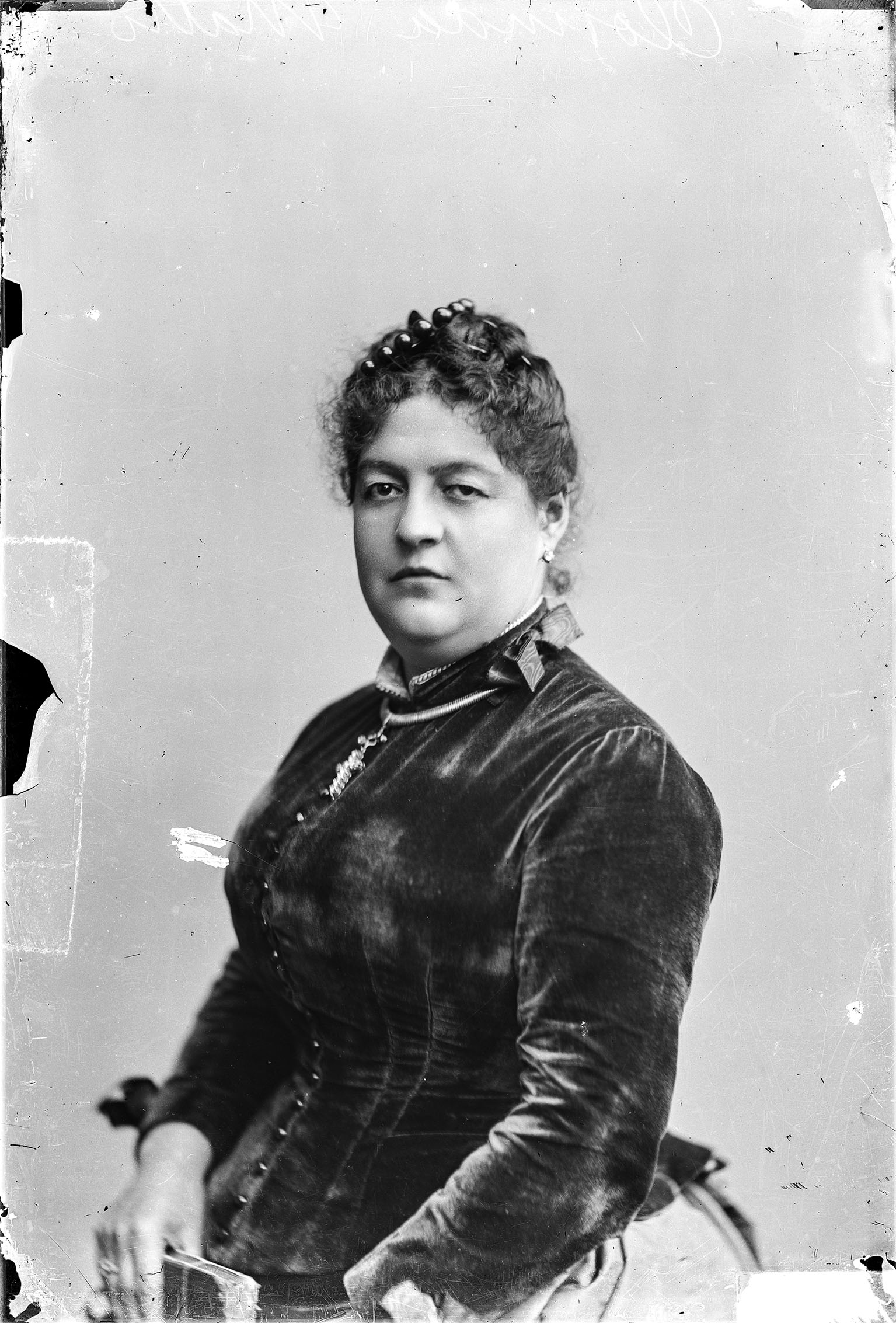
Clorinda Matto de Turner byla významná peruánská spisovatelka, novinářka a obhájkyně práv domorodých obyvatel
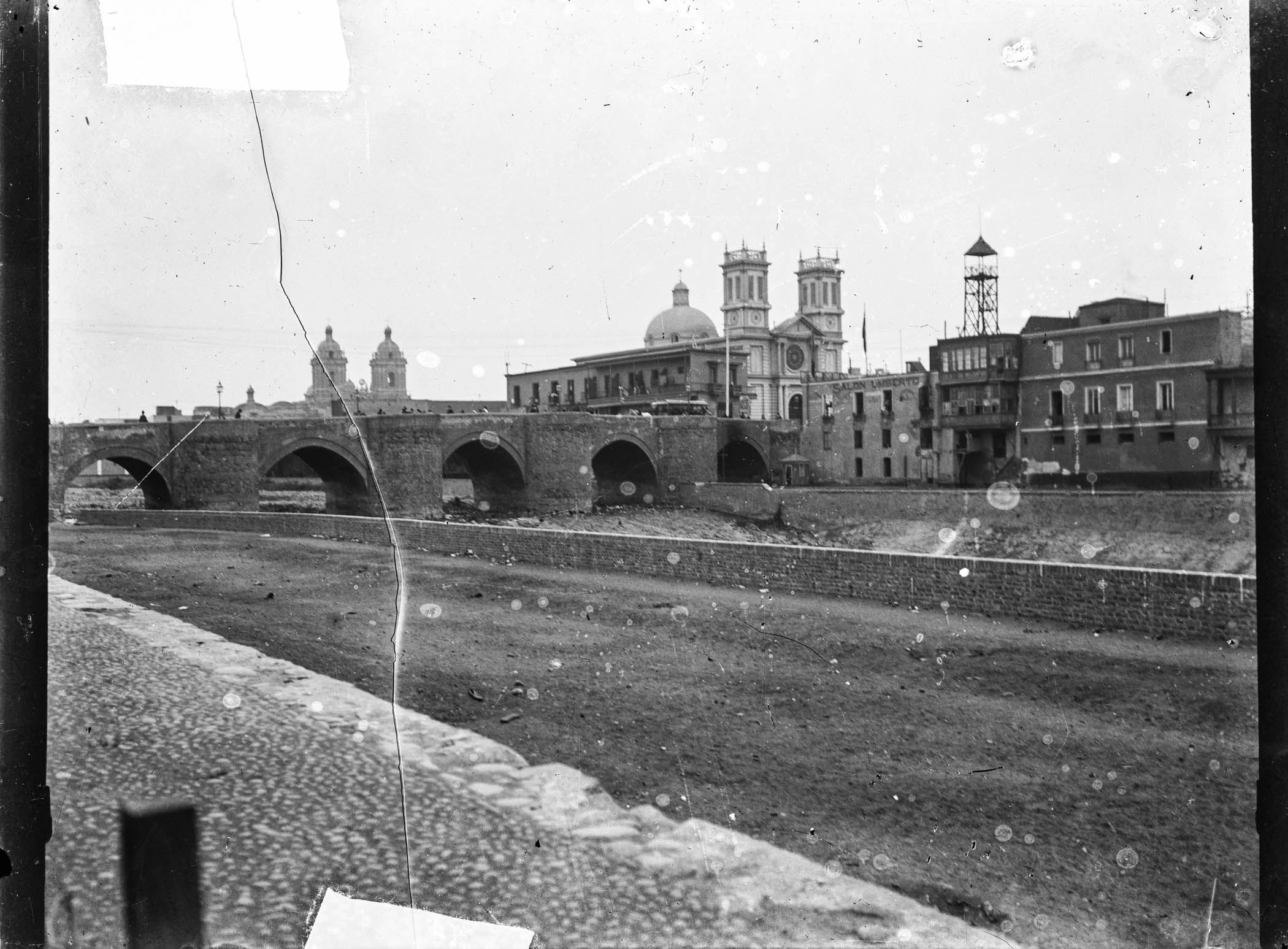
Pohled na Kamenný most, dnes známý jako most Balta; zároveň je vidět průčelí a dvě věže dnes již zaniklého kostela Nuestra Señora de los Desamparados. Asi 1900.
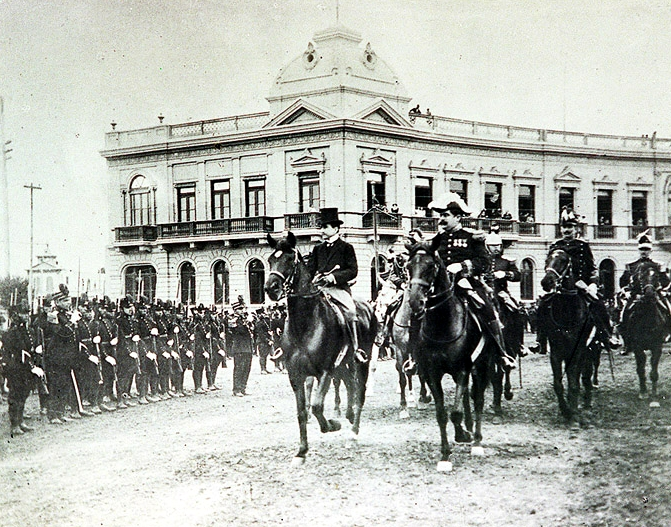
Prezident Augusto B. Leguía, 1908

## Základní bibliografie

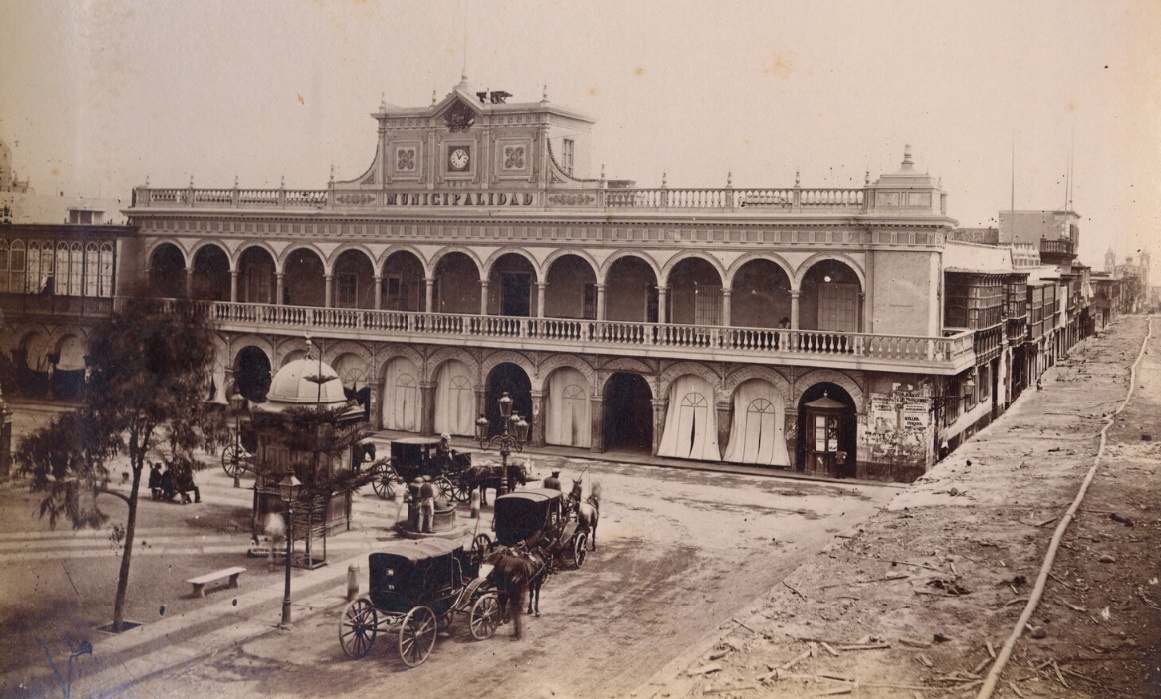
Stará radnice v Limě

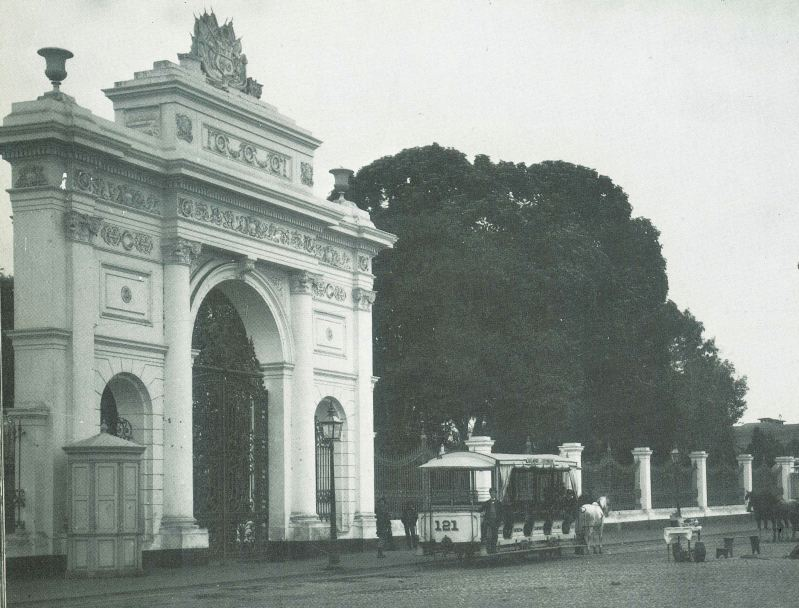
Tramvaj v Limě, počátek 20. století

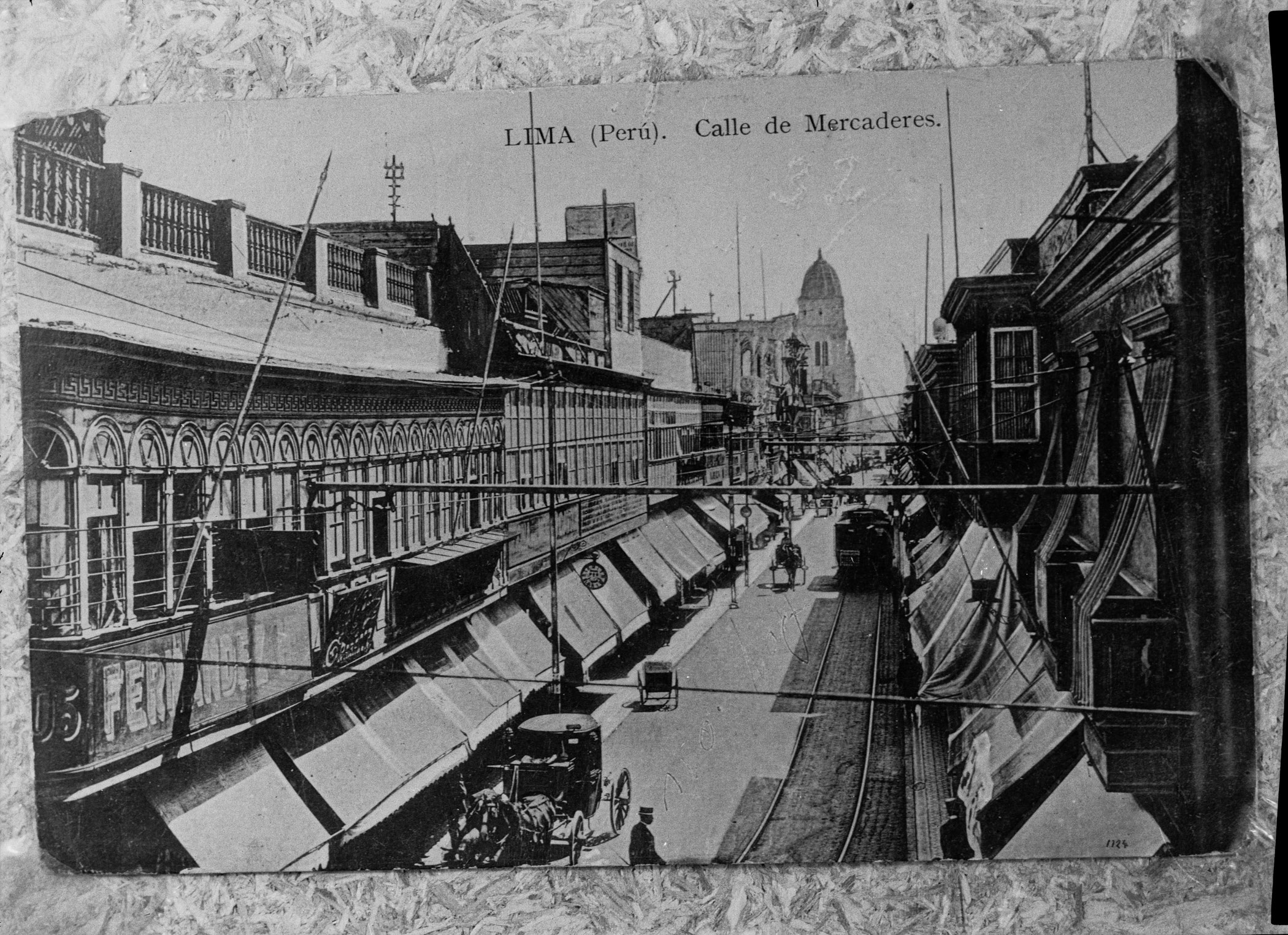
Ulice Mercaderes, Lima

- Chaman Caesar: Courret bez závoje. Courretovy stopy. Rozhovor s Isabelle Tauzinovou. In: Varieties, č. 580, 1. března 2019[5][6]
- Deustua Carvallo, Jorge. Rafael Castillo a bratři Courretové : Sto třicet let poté. In: Libros & artes: kulturní revue Národní knihovny Peru, č. 2 (červenec 2002), s. 20–22. Poskytuje údaje o limském fotografickém trhu během posledních desetiletí 19. století, zejména o fotografech Rafaelu Castillovi a bratrech Courretových.
- Donayre Belaunde Jorge: Ellos también hicieron el Perú (Také oni tvořili Peru). Lima Jižní Peru, 1989-90. 112 s. Poznámky o Eugeniu Courretovi na stranách 34–37: „Eugene Courret: oči Belle Époque“.
- Estudio Courret Hermanos, 1863–1935: la destrucción del olvido Zničení zapomnění / [editace: Fernando Torres, Armando Williams; texty: Jorge Deustua, Keith McElroy, Herman Shwarz a kol.]. Lima: Instituto Cultural Peruano Norteamericano, 2009.
- Eugenio en el centro histórico (Eugenio v historickém centru) / [výzkum a obsah: Natalia T. Deza de la Vega; úprava: Carlos de la Torre Paredes; ilustrace: María José Campos Runcie]. Lima: Empresa Municipal Inmobiliaria de Lima, 2018 (Lima: Grafiluz R&S). První příběh určený dětem o činnosti francouzského fotografa v Limě.
- Fuentes, Manuel Atanasio: Lima. Apuntes históricos, estadísticos, administrativos y de costumbres. (Historické, statistické, administrativní a zvykové poznámky.) Paříž, 1867. Na straně 67 uvádí: „Mezi moderní průmyslová odvětví, která dosáhla v Limě největší dokonalosti, je třeba počítat fotografii. Bez rizika omylu lze říci, že se tam dělají tak dobré fotografie jako v nejvyspělejších zemích. Výraznou pomocí k této dokonalosti je vždy jasná obloha a zářivé slunce, které je typické pro tropické země. Kresby a litografie, které zdobí tuto práci, jsou kopií fotografií pocházejících z atelierů inteligentních umělců Maunouryho a bratrů Courretů.“
- Herrera Cornejo, Andrés: Lima Eugenia Courreta : 1863-1934. – Lima Grafika Novecientos Seis S. A., 1999. 244 s. Různé údaje o fotografii v Peru, zejména s důrazem na život a dílo Courreta a Dubreila v Limě.
- Silva, Ricardo. Inventario del Museo Antonio Raimondi (Inventář muzea Antonia Raimondiho). Lima: Sdružení Antonia Raimondiho, 1990. Strany 119–124. Fotografie, obsahuje snímky od bratrů Courretů, Castillo, Richardson, Negretti, bratři Muñiz (Arequipa), Emilio Garreaud, J. Casaux, F. Maunoury, E. del Águila, Bolognesi. Seznam snímků zahrnuje období od roku 1860 do roku 1900.
- Lima. Muzeum umění v Limě; Nadace Telefónica.: La recuperación de la memoria: El primer siglo de la fotografía Perú 1842-1942. (Obnova paměti: První století fotografie, Peru, 1842–1942.) Madrid: Ediciones del Umbral, 2001. 2 svazky. Ve druhém svazku je zahrnuta práce Natalie Majlufové a Luise Eduarda Wuffardena „Dokumentovaný index fotografů aktivních v Peru 1842–1942“, kde je uvedena biografie E. Courreta a historie Studia Courret. Strany 52–53.
- McElroy, Keith: Fotografía en el Perú: siglo XIX (Fotografie v Peru: 19. století). – Lima, 198?. 15 stran. Ilustrativní brožura ke stejnojmenné výstavě konané v galerii Banco Continental. Obsahuje informace o ateliéru Courret.
- Memoria de una ciudad estudio fotográfico Courret Hnos. (1863-1935) (Vzpomínka na město, Courret Hnos. (1863-1935) fotografický ateliér) / editoval Jorge Deustua. Lima Národní knihovna Peru, 1994.
- Milla Batres, Carlos: Historický biografický slovník Peru : 15.-20. století. Barcelona: Milla Batres, 1986. Životopisné aspekty Eugenia Courreta. Sv. 3, s. 80–85. Byly také použity různé fotografie z ateliérů, jako jsou Courret, Emilio Garreaud a Castillo, mimo jiné důležité.
- Neira Samanez, Hugo. Tiempos de Courret: la vida y las ideas del 900. (Tiempos de Courret: život a myšlenky 1900). [Lima: International Petroleum Co. Ltda., Lit. Valverde, 1963]
- Paz Delgado, José Angeles.: Bibliografické a novinové prameny k dějinám peruánské fotografie. Lima: Textual Editores, 1995. 228 s. Sbírka textů o Courretovi.
- Peñaherrera, Linliana: Un documento histórico: la fotografía en el Perú (1895-1919) (Historický dokument: Fotografie v Peru). Lima, 1983. (Diplomová práce pro bakalářský titul v oboru historie, PUCP).
- Peñaherrera, Liliana. Visión de Courret (Courretova vize) / Liliana Peñaherrera. In: Caretas ročník 36, no. 947 (23. března 1987). s. 48.
- Pino, David. Michel Eugène Courret. Artista de la fotografía. In: Simplemente Lima, Lima, 2020. K příležitosti stého výročí úmrtí Courreta. Rozhovor s Isabelle Tauzin-Castellanos a Enriquem Morim. [Dostupné video na YouTube][7]
- SCHWARZ, Herman. Estudio Courret: Historia de la fotografía en Lima (Estudio Courret: Historie fotografie v Limě). Lima: Magistrát města Lima, 2017. Munilibro č. 12.
- Tauro del Pino, Alberto. Ilustrovaná encyklopedie Peru. Lima: PEISA, 2001. Přidává biografii Eugenia Courreta, sv. 5, s. 769–770.
- Tauzin-Castellanos, Isabelle: La migración francesa al Perú: la familia Courret (Francouzská migrace do Peru: rodina Courretových). In: Coordinates, (6) 2, 2019. s. 159-174.
- Thorndike, William, 1940-:1850 Peru 1900 : Autoportrét. Lima Editorial Universo, 1979. „Oči, které viděly za nás“ – ocenění významu fotografie pro zachování obrazu pro budoucnost a hodnota práce ateliéru Courret. s. 23–29.